# Мадам Кюри (фильм)
«Мадам Кюри» (англ. Madame Curie) — американский биографический фильм, мелодрама режиссёра Мервина Лероя 1943 года с Грир Гарсон в главной роли. Фильм в 1944 году номинировался на премию «Оскар» в семи номинациях, но не получил ни одной.

## Сюжет
Биографический фильм о Пьере и Марии Кюри.

## В ролях
- Грир Гарсон — Мария Кюри
- Уолтер Пиджон — Пьер Кюри
- Генри Трэверс — Евгений Кюри
- Альберт Бассерманн — профессор Жан Перо
- Роберт Уокер — Дэвид Ле Грос
- Обри Смит — лорд Кельвин
- Мэй Уитти — жена Евгения Кюри
- Виктор Франсен — президент университета
- Эльза Бассерман — мадам Перо
- Реджинальд Оуэн — доктор Беккерель
- Ван Джонсон — репортер
- Маргарет О’Брайен — пятилетняя Ирен Кюри

В титрах не указаны
- Морони Олсен — президент делового совета
- Джеймс Кирквуд — член правления